# ألبرتو ماركوفيكيو
ألبرتو أندريس ماركوفيكيو (6 مارس 1893 – 28 فبراير 1958) كان لاعب كرة قدم أرجنتيني قضى مسيرته كلها في نادي راسينغ. لعب كـمهاجم.
كان جزءًا من تشكيلة راسينغ كلوب البارزة التي فازت بـ 8 ألقاب بين عامي 1913 و1921، 7 منها على التوالي.
بين عامي 1913 و1922، سجل 118 هدفًا في دوري الدرجة الأولى الأرجنتيني، ليصبح هداف الدوري في عامي 1917 و1919. طوال مسيرته، سجل 287 هدفًا في المباريات الرسمية.

## مسيرته مع الأندية

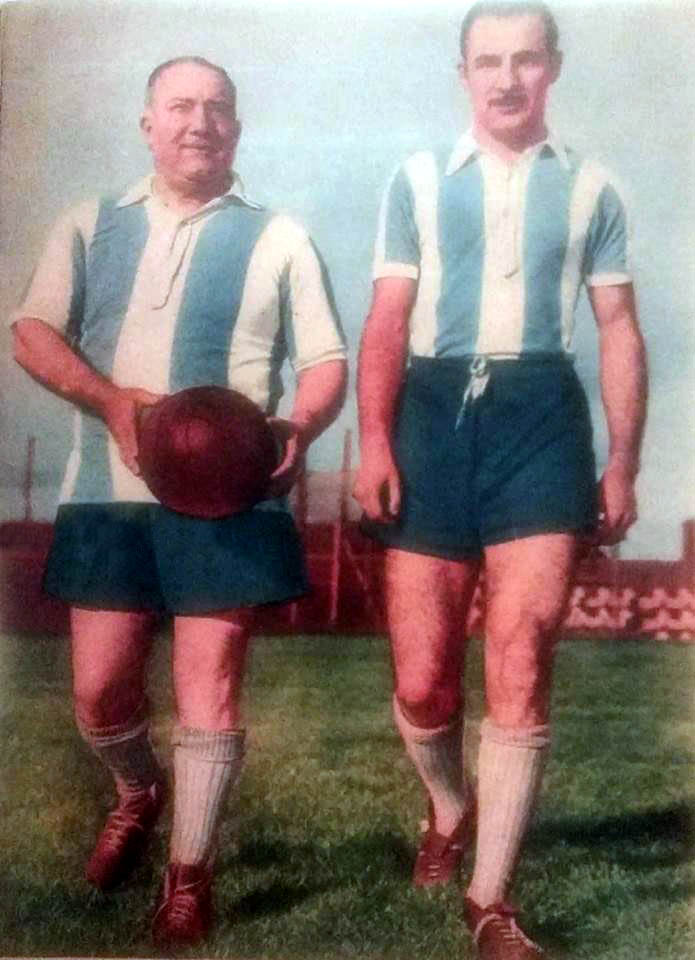
ماركوفيكيو (يسار) مع ماريو بوي في مباراة قدامى اللاعبين عام 1949

بعد أن لعب لفريق صغير في حيه (بورتينيو)، بدأ ألبرتو ماركوفيكيو مسيرته الشبابية في راسينغ عام 1910. بعد عامين، تمت ترقيته إلى دوري الدرجة الأولى الأرجنتيني، ليبدأ مسيرة قادته للفوز بـ 20 لقبًا مع النادي.
في عام 1917، كان ألبرتو ماركوفيكيو هداف الموسم برصيد 18 هدفًا في 20 مباراة. في عام 1921، فاز بلقبه الأخير مع راسينغ كلوب قبل أن يترك كرة القدم بسبب الإصابة.

## مسيرته الدولية
مع المنتخب الأرجنتيني، لعب ألبرتو ماركوفيكيو 12 مباراة، حيث خاض أول مباراة دولية له في ديسمبر 1912 ضد منتخب الأوروغواي لكرة القدم. استدعي لـكأس أمريكا الجنوبية 1916 وخاض أول مباراة له ضد منتخب تشيلي لكرة القدم، مسجلًا هدفين. انتهت مسيرته الدولية في عام 1919، عندما مثل الأرجنتين في كأس نيوتن وكأس ليبتون.

## الألقاب

### النادي
راسينغ
المصدر:
- دوري الدرجة الأولى الأرجنتيني (8): 1913، 1914، 1915، 1916، 1917، 1918، 1919، 1921
- كأس الشرف بلدية بوينس آيرس (4): 1912، 1913، 1915، 1917
- كأس إيبارغورين (5): 1913، 1914، 1916، 1917، 1918
- كأس الشرف كوسينير: 1913
- كأس ألداو (2): 1917، 1918

### فردية
- هداف دوري الدرجة الأولى الأرجنتيني: 1917،[1] 1919[1]

## وصلات خارجية
- هذه المقالة غير مرتبط بويكي بيانات